# Bamertal
Bamertal (lb. Bamerdall) – mała miejscowość (lieu-dit) w północnym Luksemburgu, w kantonie Diekirch, w gminie Diekirch. Do 3 października 2015 miejscowość leżała w dystrykcie Diekirch.